# Кривавий кулак 7: Переслідування
Кривавий кулак 7: Переслідування (англ. Bloodfist VII: Manhunt) — американський бойовик 1995 року.

## Сюжет
Джим Турделл знаходиться в бігах. Він не знає іншого закону, опріч закону виживання. Втікач від правосуддя, якому нікуди сховатися, Турделл бере участь в смертельній гонитві, щоб зібрати по шматочках правду і розквитатися з продажними поліцейськими, які хочуть його смерті.

## У ролях
- Дон «Дракон» Вілсон — Джим Турделл
- Джилліан МакВіртер — Стефані Вільямс
- Джонатан Пеннер — Джонні Марвоса
- Стівен Вільямс — капітан Дойл
- Мінді Сіджер — Шеллі Зібровскі
- Стівен Девіс — спеціальний агент Крейг
- Сіріл О'Райллі — Таббс
- Еб Лоттімер — Стентон
- Анджело Дімаскьо — Флетчер
- Стівен Квадрос — Ді Ті
- Пауло Тока — Улісс
- Грегорі Ваанян — Раньон
- Рік Дін — Ларч
- Стівен Кравец — Вінер
- Джонатан Вінфрі — агент Донован
- Патрік Дж. Стетхем — Білл Вілсон
- Денні Лопез — Анжело
- Говард Джексон — занепалий духом
- Джей Делла — бармен
- Шейн Пауерс — комірник
- Майкл МакДональд — офіцер
- Аннеліза Скотт — поліцейський 1
- Майкл Дін Бекер — поліцейський 2
- Джо Сагал — поліцейський у штатському
- Джессі Кей — поліцейський
- Сесіль Кревой — сусід
- Стефані Чамплін — жінка в ліжку